# Kieran Bew
Kieran Bew est un acteur britannique né le 18 août 1980 à Hartlepool en Angleterre.

## Filmographie

### Cinéma
- 2001 : Shotgun Wedding : Stag
- 2004 : Alien vs. Predator : Klaus
- 2005 : Hooligans : Ike
- 2007 : L'Ascension d'un homme de main : Ricky
- 2008 : Slapper
- 2008 : 1234 : Billy Nixon
- 2012 : King Lear : Edmund
- 2013 : The Busker and the Coin : lui
- 2013 : Et in Motorcadia Ego! : Harbinger
- 2013 : Miriam : le voisin
- 2014 : Five Minutes : John
- 2015 : At First Sight : Jamie
- 2017 : Twisted : Toby Nordland
- 2018 : Isabella : Hayden
- 2021 : Absent Now the Dead : Thersites
- 2022 : Typist Artist Pirate King : Gabe Patier

### Télévision
- 2002 : Bedtime : PC Smith (3 épisodes)
- 2003 : Manchild : David Hynes (1 épisode)
- 2003 : MI-5 : Bryant (1 épisode)
- 2003 : Where the Heart Is : Rob Deyton (1 épisode)
- 2004-2011 : Affaires non classées : Lieutenant Stephen Lockford et Stephen Wiltshire (4 épisodes)
- 2005 : Les Arnaqueurs VIP : Nail Davis (1 épisode)
- 2005-2006 : The Bill : Benjamin Meadows
- 2007 : Inspecteur Barnaby : Danny Twyman (1 épisode)
- 2007 : The Street : Gary Parr (2 épisodes)
- 2008 : Great Performances : un soldat (1 épisode)
- 2008 : King Lear : un soldat
- 2008-2009 : Crusoe : Nathan West (6 épisodes)
- 2009 : Personal Affairs : Avi Gellman (4 épisodes)
- 2011 : Meurtres en sommeil : Murray Stuart jeune (2 épisodes)
- 2011 : Inspecteur George Gently : David Nugent (1 épisode)
- 2012 : Enquêtes codées : un notaire à bord du train (2 épisodes)
- 2013-2014 : WPC 56 : Jack Burns (6 épisodes)
- 2014 : Outlander : Capitaine Charles Cunningham (7 épisodes)
- 2014-2015 : Da Vinci's Demons : Aflonso, duc de Calabria (8 épisodes)
- 2016 : Beowulf : Retour dans les Shieldlands : Beowulf (13 épisodes)
- 2017 : Doctor Who : Ivan (1 épisode)
- 2017 : Rellik : Mike Sutherland (6 épisodes)
- 2017 : Cold Feet : Amours et petits bonheurs : Gareth Newton (2 épisodes)
- 2017-2020 : Liar : La Nuit du mensonge : Ian Davis (5 épisodes)
- 2019-2023 : Warrior : Bill O'Hara
- 2022 : Rules of the Game : Gareth Jenkins (4 épisodes)
- 2023 : House of the Dragon : Hugh (5 épisodes)

### Jeu vidéo
- 2013 : Ryse: Son of Rome : voix additionnelles
- 2014 : Dragon Age: Inquisition : voix additionnelles
- 2017 : Mass Effect: Andromeda : voix additionnelles
- 2017 : Total War: Warhammer 2 : Imrik
- 2019 : Anthem : voix additionnelles